# Calocalanidae
Famille
Les Calocalanidae sont une famille de crustacés copépodes de l'ordre des Calanoida.

## Taxonomie
Pour le WoRMS), ce taxon est invalide et synonyme de Paracalanidae Giesbrecht, 1893.

## Liste des genres
Selon World Register of Marine Species (1 septembre 2019) :
- genre Acrocalanus Giesbrecht, 1888
- genre Bestiolina Andronov, 1991
- genre Calocalanus Giesbrecht, 1888
- genre Delibus Andronov in Vives & Shmeleva, 2007
- genre Mecynocera Thompson I.C., 1888
- genre Paracalanus Boeck, 1865
- genre Parvocalanus Andronov, 1970
- genre Pseudoparacalanus Robinson, 1948